# Wanderers F.C.
O Wanderers Football Club é um clube profissional de futebol, baseado em Battersea, distrito do borough londrino de Wandsworth.
Foi um dos clubes mais notáveis na Inglaterra nas décadas de 1860 e 1880, principalmente por ter vencido a primeira final da FA Cup, em 1872. Pela influência no jogo de futebol, o Wanderers foi considerado no começo de 1880 o MCC do futebol.
De acordo com C. W. Alcock, "o sucesso do Wanderers é identificado com o sucesso do futebol associação em seus primeiros dias, por isso é impossível tirar o clube de observar as diferentes fases do jogo.".

## História

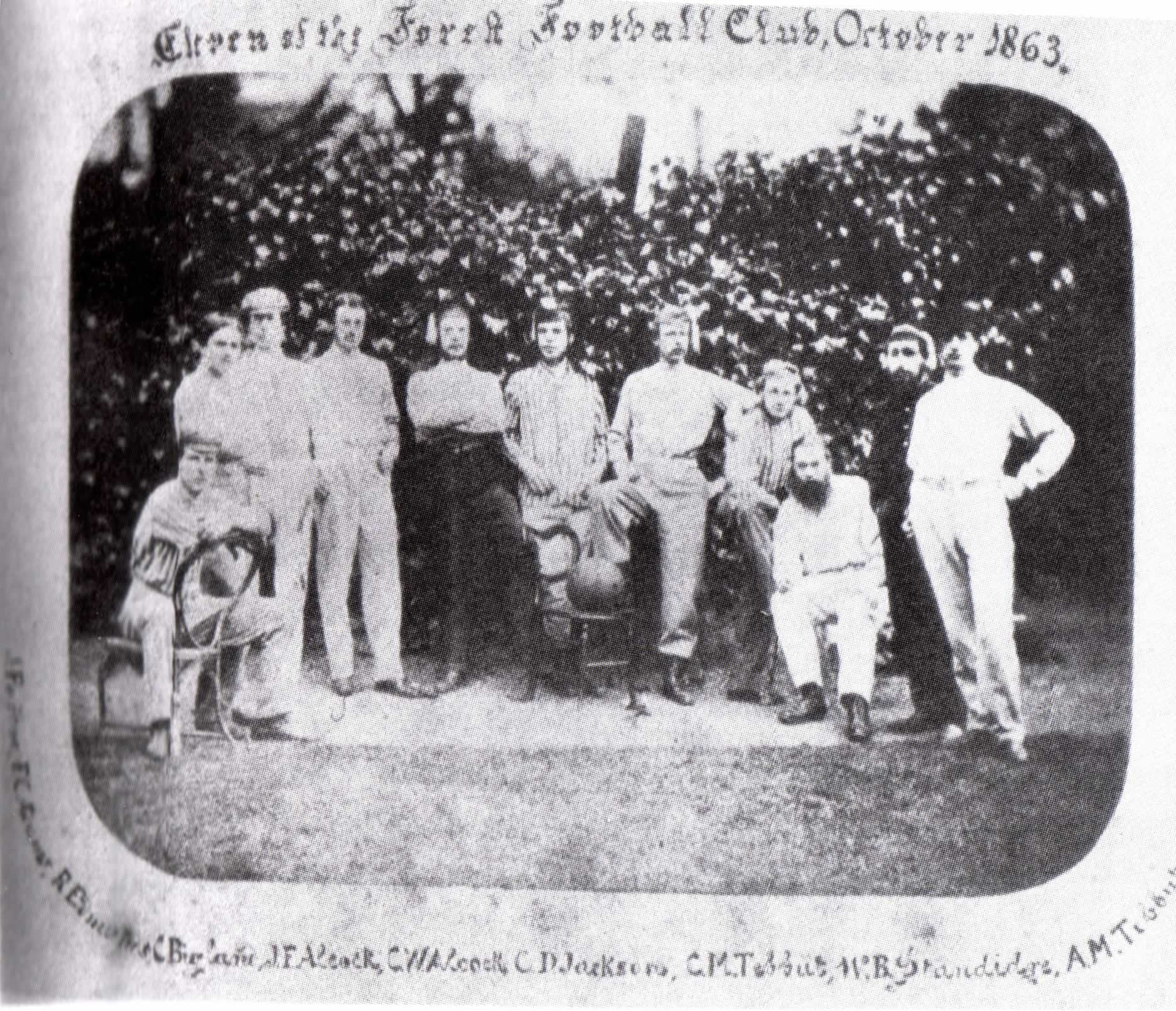
Foto do time em 1863, quando o time ainda era conhecido como Forest F.C.

O clube inicialmente foi fundado como Forest Football Club, em 1859 pelos Old Harrovians (garotos mais velhos da Harrow School) e jogava na Epping Forest (Snaresbrook). Devido a proximidade com Leytonstone, logo foram chamados de Forest-Leytonstone. Um certo número de jogadores também participaram em outro time feito também pelos Old Harrovians, o No Names of Kilburn. Forest-Leytonstone foi um membro fundador da The Football Association em 1863. Adotaram o título de "Wanderers" (vagantes) um ano depois, após vagar por Londres até conseguir o Battersea Park. O capitão do time era Charles Alcock, que também foi o diretor da FA de 1870 até 1895 e o idealizador da FA Cup. Ele descreveu o Wanderers como o primeiro time a tentar "estender o futebol a um esquema fixo". O time também tinha A. G. Guillemard, conhecido como "pai" da Rugby Football Union.
Os Wanderers também são notáveis por vencerem a primeira final da FA Cup, que ocorreu no Kennington Oval, Londres, 16 de março de 1872. Eles venceram o Royal Engineers por 1-0, sendo o gol do título feito por Morton Betts. No total, venceram a copa cinco vezes em suas sete primeiras temporadas, entre 1872 e 1878, e até em 2007, eles permaneciam como o oitavo clube que mais venceu a FA Cup. Embora o Wanderers nunca teve um campo oficial (como o nome sugere), já jogaram em Lillie Bridge e Battersea Park.
A última temporada do clube foi em 1880/81, época em que as escolas já tinham seus clubes individuais (como o Old Etonians e o Old Carthusians). Entretanto, embora o clube tenha se dissolvido naquela época, continuou a jogar uma partida anual em dezembro contra a Harrow School no Oval. A última partida foi em 20 de dezembro de 1887, em que Harrow venceu por 3-1.
Em 2009, depois de 120 anos após a última partida conhecida pelo Wanderers, o clube foi reformado na cidade de Londres, supostamente com a aprovação dos descendentes do fundadores do clube original, com a intenção de jogar amistosos para a caridade. Em 2011, o clube se afiliou a Surrey South Eastern Combination. No dia 7 de novembro de 2012, a equipe jogo contra o Royal Engineers no The Oval em uma revanche da final da Copa da Inglaterra de 1872 a 140 anos, a equipe perdeu por 7 a 1. Wanderers conseguiram a promoção da Surrey South Eastern Combination Junior Division 4 em 2013, depois de terminarem na segunda colocação. Em 2014, o Wanderers conquistou o segundo acesso consecutivo após ganhar a Surrey South Eastern Combination Junior Division 3.

## Jogadores notáveis
Entre 1872 e 1880, o clube forneceu quinze jogadores para a Seleção Inglesa, que são listados abaixo, com o número de atuações em parênteses:
- Charles Alcock (1)
- Francis Birley (1)
- Alexander Bonsor (2)
- Frederick Green (1)
- Francis Heron (1)
- Hubert Heron (3)
- Leonard Howell (1)
- William Kenyon-Slaney (1)
- Robert Kingsford (1)
- William Lindsay (1)
- Alfred Stratford (1)
- Henry Wace (3)
- Reginald de Courtenay Welch (1)
- Charles Wollaston (4)
- John Wylie (1)

Arthur Kinnaird teve uma atuação pela Escócia. Quintin Hogg fez duas atuações pela Escócia em partidas não-oficiais em 1870 e 1871.

## Honras
Clube Original
- - Campeão da FA Cup:5
  - 1872
  - 1873
  - 1876
  - 1877
  - 1878

Clube Reformado
- Surrey South Eastern Combination Junior Division 3: 2013-2014